# إليشا كينت كان
إليشا كينت كان (بالإنجليزية: Elisha Kane)‏ هو ضابط وطبيب أمريكي، ولد في 28 فبراير 1820 في فيلادلفيا في الولايات المتحدة، وتوفي في 16 فبراير 1857 في هافانا في كوبا.

## وصلات خارجية
- إليشا كينت كان على موقع الموسوعة البريطانية (الإنجليزية)